# 第20回全国中等学校蹴球選手権大会
第20回全国中等学校蹴球選手権大会（だい20かいぜんこくちゅうとうがっこうしゅうきゅうせんしゅけんたいかい）は、大阪毎日新聞主催により1939年1月に南甲子園運動場で開催された全国中等学校蹴球選手権大会である。

## 参加チーム
- 函館師範(北海道・4年連続7回目)
- 東北学院中(宮城・初出場)
- 埼玉師範(埼玉・3年連続6回目)
- 豊島師範(東京・2年連続2回目)
- 韮崎中(山梨・2年ぶり3回目)
- 富山師範(富山・4年連続11回目)
- 愛知商(愛知・初出場)
- 滋賀師範(滋賀・3年ぶり5回目)
- 明星商(大阪・2年連続12回目)
- 神戸一中(兵庫・2年連続13回目)
- 広島一中(広島・4年連続10回目)
- 高知商(高知・初出場)
- 海星中(長崎・2年ぶり2回目)
- 熊本師範(熊本・2年ぶり2回目)
- 崇仁商(朝鮮・初出場)
- 台北一師範(台湾・初出場)

## 試合結果

### 1回戦
- 愛知商 7 - 0 熊本師範
- 滋賀師範 6 - 2 台北一師範
- 広島一中 5 - 0 韮崎中
- 明星商 2 - 0 富山師範
- 埼玉師範 4 - 1 高知商
- 崇仁商 2 - 1 函館師範
- 海星中 4 - 1 東北学院中
- 神戸一中 3 - 0 豊島師範

### 準々決勝
- 滋賀師範 3 - 1 愛知商
- 広島一中 3 - 0 明星商
- 崇仁商 2 - 0 埼玉師範
- 神戸一中 3 - 0 海星中

### 準決勝
- 滋賀師範 2 - 1 広島一中
- 神戸一中 2 - 0 崇仁商

### 決勝
- 神戸一中 5 - 0 滋賀師範